# Ficción sobre hombres lobo

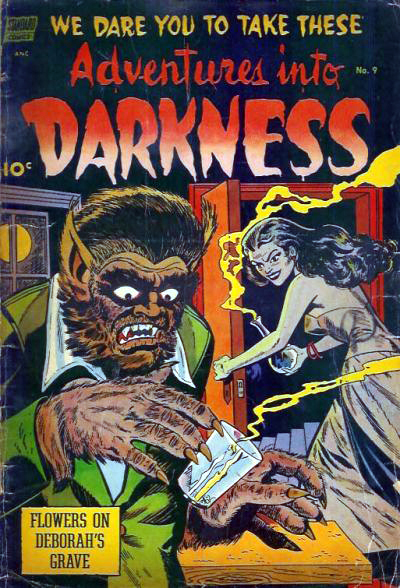
Adventures into Darkness, serie de cómics de la Edad de Oro que se publicó en 10 volúmenes entre agosto de 1952 y 1954.

La ficción sobre hombres lobo se refiere a la representación de hombres lobo y otros teriántropos metamorfos en la literatura, el teatro, el cine, los videojuegos y la música. La literatura de hombres lobo incluye el folclore, la leyenda, la saga, los cuentos de hadas, la ficción gótica y de terror, la ficción fantástica y la poesía. Estas historias pueden ser sobrenaturales, simbólicas o alegóricas. Un ejemplo cinematográfico clásico de este tema es El hombre lobo (1941), que en películas posteriores se une al Monstruo de Frankenstein y al Conde Drácula como uno de los tres iconos emblemáticos del terror moderno. Sin embargo, la ficción sobre hombres lobo es un género excepcionalmente diverso, con antiguas raíces folclóricas y múltiples reinterpretaciones modernas.

## Orígenes literarios
En la mitología griega existe la historia de un rey arcadio llamado Licaón, quien puso a prueba a Zeus sirviéndole un plato con la carne de su hijo descuartizado para comprobar si Zeus era realmente omnisciente. Como castigo por su artimaña, Zeus transformó a Licaón en un loboy mató a sus 50 hijos lanzándoles rayos, aunque se supone que también revivió al hijo de Licaón, Níctimo, al que el rey había sacrificado y que sucedió a su padre en el reino de Arcadia.
En los romances medievales, como Bisclavret y Guillaume de Palerme, el hombre lobo se muestra relativamente benigno, apareciendo como víctima de magia maligna y ayudando a los caballeros andantes.
Sin embargo, en la mayoría de las leyendas influidas por la teología medieval, el hombre lobo era una bestia satánica con sed de carne humana. Esto aparece en ficciones posteriores como "El lobo blanco de las montañas Hartz": un episodio de la novela El buque fantasma (1839) de Frederick Marryat, protagonizado por una femme fatal demoníaca que se transforma de mujer a lobo.
Los temas sexuales son habituales en la ficción sobre hombres lobo. En El lobo humano (1935), el protagonista mata a su novia mientras ésta pasea con un antiguo amante, lo que sugiere celos sexuales. Los guionistas de El hombre lobo (1941) se cuidaron de describir los asesinatos como actos motivados por el hambre.
El lobo del cuento "Caperucita Roja" ha sido reinterpretado como hombre lobo en muchas obras de ficción, tales como En compañía de lobos (1979) de Angela Carter (y su adaptación cinematográfica de 1984) y la película Ginger Snaps (2000), que abordan la sexualidad femenina. En 2011 también se estrenó La chica de la capa roja con Amanda Seyfried en el papel principal de nombre "Valerie".

## Folclore
Los seres humanos que pueden transformarse a voluntad en formas humanas y lupinas aparecen en varios cuentos de hadas de la tradición popular y de las fábulas de todo el mundo. La clasificación Aarne-Thompson-Uther indica que pueden aparecer en los siguientes tipos de cuentos:
- Clasificación Aarne-Thompson-Uther tipo de cuento ATU 409, "La chica en forma de lobo": un tipo de cuento común en el folclore de Estonia y Finlandia, en el que un cazador humano encuentra a una mujer en el bosque y esconde su piel de animal (lobo). Años más tarde, después de que la doncella loba haya tenido hijos, uno de ellos encuentra su piel de lobo y se la devuelve. Ella se la vuelve a poner y desaparece para no volver jamás.[12][13]
- Clasificación Aarne-Thompson-Uther tipo de cuento ATU 409, "En busca del marido perdido" y ATU 425A, "Animal como futuro esposo": una doncella es prometida a un prometido animal (un lobo, en varias variantes), que acude por la noche al lecho nupcial con forma humana. La doncella rompe un tabú y el esposo embrujado desaparece. Ella se ve obligada a buscarlo.[14][15] Ejemplo: El lobo blanco, cuento belga; El príncipe lobo, cuento danés.
- Clasificación Aarne-Thompson-Uther tipo de cuento ATU 425C, "La Bella y la Bestia": un padre tiene tres hijas, siendo la más joven la más bella y querida por su progenitor. Él necesita hacer un viaje y pregunta a sus hijas qué regalos debería llevarles, la menor sugiere algo sencillo, pero poco o nada fácil de encontrar. Hacia el final de su viaje, él encuentra el objeto deseado en el jardín de un castillo (aparentemente) abandonado, cuando una voz atronadora le interrumpe. La voz pertenece a una criatura feroz (a veces descrita por la narración expresamente como un lobo) que exige a cambio "su tesoro más preciado": la hija menor. Ella se ofrece voluntariamente a la bestia y descubre que se trata de un príncipe encantado. Ella le ayuda a romper la maldición y ambos viven felices para siempre.
- Clasificación Aarne-Thompson-Uther tipo de cuento ATU 552, "Las chicas que se casaron con animales": un noble en bancarrota o un campesino sin recursos se ve obligado a casar a sus hijas con tres pretendientes de origen animal, que en realidad son príncipes encantados víctimas de una maldición. En algunas variantes, uno de los pretendientes es un lobo.[16][17][18][18][19][20]

## SigloXIX

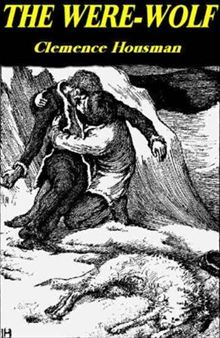
El hombre-lobo de Housman

Los relatos de terror gótico del siglo XIX se basaban en el folclore y las leyendas anteriores para presentar el tema del hombre lobo bajo nuevas formas ficticias. Uno de los primeros ejemplos es Huges, the Wer-Wolf, de Sutherland Menzies, publicado en 1838. Un año después, en 1839, se publicó el libro El buque fantasma, de Frederick Marryat, que incluía uno de los primeros relatos sobre una mujer lobo, y que a menudo se reimprime como relato independiente titulado El lobo blanco de las montañas Hartz. En otro relato, Wagner the Wehr-Wolf (1847), de George W. M. Reynolds, se aborda el caso clásico de un hombre que, aunque de buen corazón, acepta un trato con el diablo para convertirse en hombre lobo durante 18 meses acompañando al Dr. Fausto y matando a seres humanos, a cambio de juventud y riqueza. The Man-Wolf (1831), de Leitch Ritchie, sitúa al hombre lobo en el siglo XI, mientras que Catherine Crowe escribió lo que se considera el primer cuento sobre hombres lobo escrito por una mujer: A Story of a Weir-Wolf, 1846). Otros relatos sobre hombres lobo de esta época son Capitán de lobos (1857), de Alejandro Dumas, y Hugues-le-Loup (1869), de Erckmann-Chatrian.
Según Colin Wilson, un relato gótico posterior, El extraño caso del Dr. Jekyll y el Sr. Hyde (1886), de Robert Louis Stevenson, incluye un subtexto implícito de hombre lobo. Esto se ha hecho explícito en algunas adaptaciones recientes de esta historia, como la serie de televisión de la BBC Jekyll (2007). Olalla (1887), del mismo autor, ofrece un contenido más explícito sobre hombres lobo, pero, al igual que El extraño caso del Dr. Jekyll y el Sr. Hyde, este aspecto se mantiene en un segundo plano con respecto a los temas más generales de la historia.
La leyenda de Thyl Ulenspiegel y Lamme Goedzak, novela de Charles de Coster de 1867, incluye un extenso episodio en el que la ciudad flamenca de Damme es aterrorizada por lo que parece ser un hombre lobo fuera de control. Los cadáveres de las numerosas víctimas muestran las aparentes marcas de colmillos de lobo, aunque en última instancia resultan haber sido asesinados por un asesino en serie completamente mundano, inteligente y despiadado, que utilizaba cuchillas de metal para simular estas marcas de colmillos.
Una despiadada mujer lobo que aparece bajo la apariencia de una seductora femme fatale antes de transformarse en lupino para devorar a sus víctimas masculinas es la protagonista de la aclamada obra The Were-wolf, de Clemence Housman, publicada en 1896.

## SigloXX

### En la literatura
En el siglo XX se produjeron un gran número de relatos cortos y novelas sobre hombres lobo, tanto en Inglaterra como en Estados Unidos. El famoso escritor inglés de relatos sobrenaturales Algernon Blackwood escribió varios cuentos sobre hombres lobo que menudo tenían un aspecto ocultista. El autor inglés Gerald Biss publicó en 1919 la novela sobre hombres lobo La puerta de lo irreal. Las revistas pulp estadounidenses de 1920 a 1950, como Weird Tales, incluyen muchos relatos sobre hombres lobo, escritos por autores como H. Warner Munn, Seabury Quinn y Manly Wade Wellman. Robert E. Howard hizo su propia contribución al género con Wolfshead.
La novela de hombres lobo más conocida del siglo XX fue El hombre lobo de París (1933), del autor estadounidense Guy Endore. Esta novela se ha convertido en un clásico y algunos la consideran el Drácula de la literatura sobre hombres lobo. Fue adaptada en 1961 como La maldición del hombre lobo para Hammer Film Productions. La novela The Wolf's Bride: A Tale from Estonia, escrita por la autora finlandesa Aino Kallas, se publicó en 1928 y cuenta la historia de la esposa del guardabosque que vivía en Hiiumaa en el siglo XVII y que se convirtió en hombre lobo bajo la influencia de un espíritu malévolo del bosque. Un ejemplo más reciente es Moon of the Wolf (1967), de Les Whitten, en la que se basó la película homónima de 1972, Moon of the Wolf.

### En el cine
Durante la época del cine mudo, los hombres lobo fueron representados en forma canina en películas como The Werewolf (1913) y Wolf Blood (1925). El primer largometraje que presentó a un hombre lobo antropomórfico fue El lobo humano, de 1935 (que no debe confundirse con la película de 1981 de título original similar), donde se estableció el canon de que el hombre lobo siempre mata a lo que más quiere. El hombre lobo protagonista de esta película era un elegante científico londinense que conservaba parte de su estilo y la mayoría de sus rasgos humanos tras su transformación. Sin embargo, el personaje carecía de calidez, así fue el trágico personaje de Laurence Stewart "Larry" Talbot, interpretado por Lon Chaney Jr. en El hombre lobo (1941), el que captó la imaginación del público. Esto introdujo la figura del hombre lobo en la conciencia colectiva. En esta película, el tema de la licantropía como enfermedad o maldición alcanzó su versión estándar, ya que incluyó la ahora célebre rima:
Incluso un hombre que es puro de corazón
Y reza por las noches
Puede convertirse en lobo
Cuando florece el acónito

Y brilla la luna de otoño.
Esta película se inspira en elementos del folclore tradicional y de la ficción, como la vulnerabilidad del hombre lobo a una bala de plata (como se ve, por ejemplo, en la leyenda de la Bestia de Gévaudan), aunque en el clímax de la película, el Hombre Lobo es en realidad abatido con un bastón con mango de plata.
Aunque a veces el proceso de transmogrificación se describe en películas y obras literarias como doloroso, otras obras omiten este aspecto en favor de una pérdida de conciencia durante el cambio e incluso una incapacidad para recordar el suceso. En cualquier caso, el lobo resultante suele ser astuto pero despiadado, y propenso a matar y comerse a la gente sin reparos, independientemente del carácter moral de la persona cuando es humano.
El propio Lon Chaney Jr. se encasilló en cierto modo como el Hombre Lobo y repitió su papel en varias secuelas para Universal Studios. En estas películas se aclaró la historia del hombre lobo de la primera. En Frankenstein y el hombre lobo (1943) se establece firmemente que el Hombre Lobo resucita de entre los muertos en una noche de luna llena, después de que su tumba fuera removida. En La guarida de Frankenstein (1944), se utilizan por primera vez balas de plata para acabar con él. Otras secuelas fueron La mansión de Drácula (1945) y la obra paródica Abbott y Costello contra Frankenstein (1948).
El éxito de El hombre lobo, de Universal, llevó a las productoras rivales de Hollywood Columbia Pictures y Fox Studios a producir sus propias películas sobre hombres lobo, ahora un tanto olvidadas. La primera de ellas fue The Undying Monster, producida por Fox en 1942, adaptación de una novela homónima de Jessie Douglas Kerruish, publicada en 1936.
En 1981, dos importantes películas sobre hombres lobo se basaron en temas de la serie de Universal: Aullidos y Un hombre lobo americano en Londres. Mientras que los hombres lobo de Aullidos parecían lobos bípedos, el de Un hombre lobo americano en Londres tenía una forma más cuadrúpeda, con garras más largas, cola corta y estructuras en forma de dedos en las patas delanteras. Esta última tuvo una continuación titulada Un hombre lobo americano en París.
En las películas de Hotel Transylvania, hay un hombre lobo que vive en el hotel llamado  Wayne; amigo de Drácula. Tiene que lidiar con su vida estando con su esposa Wanda y sus 100 cachorros (99 niños y 1 niña). Mientras que en la cuarta película se transforma en humano, evitando de que Johnny es un monstruo y Drác en humano para volverlos todos a la normalidad.

### En los juegos
Al ser un tipo de criatura muy conocido e icónico, los licántropos, y en particular los hombres lobo, ocupan un lugar central en diversos juegos, como los de mesa, los de rol y los videojuegos.
Entre ellos se incluyen varios juegos en los que los licántropos son villanos incidentales o el villano principal del juego, así como juegos que permiten a los jugadores encarnar a un licántropo. Con respecto a los videojuegos en particular, se ha señalado que los hombres lobo "suelen presentarse en los videojuegos como enemigos despiadados, descerebrados y voraces", aunque algunos juegos ofrecen una presentación más matizada.
En algunos casos aislados, aparecen como PNJ, como el personaje Witherfang de Dragon Age: Origins (2009), que no es estrictamente malvado y fue creado como un acto de venganza, o incluso como protagonista del juego, como Bigby Wolf de The Wolf Among Us (2013), un juego de aventuras noir basado en la serie de cómics homónima que incluye personajes inspirados en cuentos de hadas. The Legend of Zelda: Twilight Princess (2006) hace que el protagonista de la serie, Link, se convierta en hombre lobo, una transformación inducida por un "Crepúsculo" mágico que se ha extendido por todo el reino. En su forma de lobo, es montado y guiado por la diablilla Midna. Aunque la idea fue elogiada por lo divertido que resultaba controlarlo, también causó división, ya que se consideraba un "truco" en comparación con el control de Link como humano que blande una espada.
Los hombres lobo han sido durante mucho tiempo una raza en el juego de mesa Calabozos y dragones. En la 5ª edición del juego, los hombres lobo son vulnerables a la plata y pueden cambiar de forma entre humano, lobo e híbrido humanoide, pudiendo usar armas tanto en forma humana como híbrida.

#### Calabozos y dragones
En Calabozos y dragones, un licántropo (en inglés lycanthrope, de /ˈlaɪkənθroʊp/ LY-kən-throhp o /laɪˈkænθroʊp/ ly-KAN-throhp) es un cambiaformas humanoide basado en varias leyendas de hombres lobos y otros seres similares. Además del hombre lobo, en Calabozos y dragones se consideran licántropos a los hombres tigre, los hombres jabalí, los hombres oso y otras criaturas afines capaces de cambiar su forma, aunque tradicionalmente el término "licántropo" se refiere exclusivamente a una combinación lobo-humano. La presencia de licántropos en el sistema de juego es uno de los elementos que ha llevado a los fundamentalistas cristianos a condenar Calabozos y dragones y a asociarlo con el ocultismo.

##### Descripción
En las reglas estándar de Calabozos y dragones, la licantropía es tanto hereditaria (los hijos de licántropos son licántropos del mismo tipo) como infecciosa (las víctimas de mordeduras de licántropos se convierten ellas mismas en licántropos, del mismo tipo que el atacante). Las reglas distinguen entre licántropos natos o infectados, según la causa de la licantropía, y los tratan con reglas diferentes.
Los licántropos de tipo hereditario pueden cambiar de forma a voluntad y conservar su personalidad, pudiendo controlar sus acciones. Las transformaciones de los licántropos infectados se ven afectadas por la luna llena. Normalmente no son conscientes de sus acciones y actúan como depredadores agresivos. Los licántropos pueden adoptar la forma de un híbrido animal-humanoide, además de su forma animal. La mayoría de los licántropos en forma animal pueden comunicarse con animales de su tipo. En forma humanoide, pueden usar cualquier arma, y en forma animal usan armas naturales como los animales correspondientes, pero cada tipo tiene un estilo de lucha diferente en forma híbrida. En una ilustración de la edición del Manual de Monstruos se daba a entender que la bestia de La Bella y la Bestia de Disney era un licántropo, con una criatura parecida a la Bestia que atacaba a un humano parecido al antagonista de la película, Gastón.
Screen Rant calificó el funcionamiento de la licantropía en el juego como un aspecto que "no tiene sentido", ya que suele ser un desarrollo positivo para un personaje. "Es posible para un personaje infectarse con licantropía en Calabozos y dragones y resulta muy recomendable, ya que los beneficios superan a los aspectos negativos". Señala que "a cambio de aprender a controlar tu condición, obtienes Reducción de Daño, +2 a tu estadística de Sabiduría, la habilidad Olfato, Visión con Poca Luz, un nuevo Dado de Golpe, la proeza Voluntad de Hierro y la capacidad de transformarte y adoptar una forma más poderosa". Como muchos ejemplos de hombres lobo en la ficción moderna, los hombres lobo de D&D y otros licántropos son vulnerables a la plata y altamente resistentes a otros tipos de daño.
El licántropo arquetípico, el hombre lobo, fue clasificado en sexto lugar entre los diez mejores monstruos de bajo nivel por los autores de Calabozos y dragones para Dummies. Los autores describieron al hombre lobo como "un monstruo clásico" y "la mejor ilustración de un monstruo con reducción de daño; a menos que los personajes tengan un arma de plata, les costará mucho herir a esta criatura". Los autores también señalan que "los hombres lobo cambian de forma, lo que significa que los jugadores nunca pueden estar completamente seguros de si ese aldeano hosco podría ser en realidad el gran lobo negro que atacó a sus personajes en el bosque". El hombre lobo también aparece detallado en el libro Classic Horrors Revisited (2009), de Paizo Publishing, en las páginas 58-63.

#### Hombre lobo: el Apocalipsis
Otro juego de rol protagonizado por la criatura es Hombre lobo: el Apocalipsis, de la línea Mundo de Tinieblas Clásico de White Wolf Publishing. Otros productos relacionados son los juegos de cartas coleccionables Rage y varias novelas (incluida una serie). En el juego, los participantes asumen el papel de hombres lobo conocidos como "Garou" (del francés loup garou). Estos hombres lobo están inmersos en una guerra en dos frentes, tanto contra la desolación espiritual de la civilización urbana como contra las fuerzas sobrenaturales de corrupción que pretenden provocar el Apocalipsis. Los anexos del juego detallan otros cambiaformas.
Junto con los demás títulos de Mundo de Tinieblas, Hombre lobo dejó de publicarse en 2004. Su sucesor dentro de la línea Crónicas de Tinieblas, Werewolf: The Forsaken, salió a la venta el 14 de marzo de 2005. Actualmente se está preparando una quinta edición. Los libros se reimprimen desde 2011 como parte de la línea Mundo de Tinieblas Clásico.

#### Videojuegos
Numerosos videojuegos han presentado licántropos, tanto como antagonistas del jugador, como personajes jugables.
- Knight Lore (1984)
- Altered Beast (1988), que permite al jugador adoptar distintas formas de criatura a lo largo del juego, como un lobo, un dragón, un oso, un tigre y un lobo dorado.[32]
- Werewolf: The Last Warrior (1990)[33]
- Shining Force (1992)[33]
- Contra: Hard Corps (1994), que presenta a un "hombre lobo cyborg" que lleva "gafas de sol geniales" y se llama Brad Fang.[32][33]
- Darkstalkers (1994), que incorpora un hombre lobo jugable llamado Jon Talbain.[32][33]
- Nightmare Creatures (1997)[46]
- Castlevania: Legacy of Darkness (1999)[46]
- The Legend of Zelda: Twilight Princess (2006)[33][46]
- WolfTeam (2007)[33]
- Sonic Unleashed (2008), uno de los pocos juegos en los que se presenta otro tipo alternativo de licántropo, ya que el protagonista se convierte en un hombre-erizo.[32][33][46]
- Dragon Age: Origins (2009)[32]
- Castlevania: Lords of Shadow (2010)[46]
- The Elder Scrolls V: Skyrim (2011)[32][33][46]
- Keyboard Drumset Fucking Werewolf (2011), un videojuego promocional hecho para la banda Fucking Werewolf Asso.[32]
- Blood of the Werewolf (2013)[33][46]
- The Wolf Among Us (2013–2014)[32][33][46]
- Bloodborne (2015)[32][46]
- The Order: 1886 (2015)[46]
- Werewolves Within (2016)[46]
- Werewolf: The Apocalypse - Earthblood (2021)[46]
- The Quarry (2022)[46]

En algunos juegos se han visto criaturas parecidas a los hombres lobo, pero sin el elemento de licántropo. Por ejemplo, en Pokémon, Zoroark tiene esa apariencia como forma final de lo que antes parecía ser otra criatura.

#### Otro tipo de juegos
Ultimate Werewolf, un juego de cartas diseñado por Ted Alspach y publicado por Bézier Games, se basa en el juego de deducción social, Werewolf, que es una nueva versión hecha por Andrew Plotkin del juego Mafia (1987), de Dimitry Davidoff. El juego Werewolf apareció en muchas formas antes de que Bézier Games publicara Ultimate Werewolf en 2008.

## Lecturas complementarias
- Black, George Fraser. A List of Works Relating to Lycanthropy. New York: New York Public Library Publications, 1919. (primera lista publicada de ficción sobre hombres lobo)
- Du Coudray, Chantal Bourgault. The Curse of the Werewolf. London : I. B. Tauris, 2006. ISBN 1-84511-158-3 (libro sobre el simbolismo literario del hombre lobo)
- Flores, Nona C. Animals in the Middle Ages: A Book of Essays. New York: Garland, 1996. ISBN 0-8153-1315-2 (contiene comentarios académicos sobre Guillaume de Palerme)
- Frost, Brian J. The Essential Guide to Werewolf Literature. Madison: University of Wisconsin Press 2003. ISBN 0-87972-860-4 (contiene largas listas de novelas y cuentos, especialmente anteriores a los años 70, con extractos)
- Steiger, Brad. The Werewolf Book: The Encyclopedia of Shapeshifting Beings. Visible Ink Press, 1999. ISBN 1-57859-078-7 (contiene una larga lista de películas y una lista mediana de novelas)